# Karl Swiedack
Karl Swiedack (* 23. Mai 1815 in Wien; † 2. August 1888 in Wien; Pseudonym: Carl Elmar oder Karl Elmar) war ein österreichischer Dramatiker und ein wichtiger Vertreter des Alt-Wiener Volkstheaters. Des Weiteren war er Theaterschauspieler, Librettist und Journalist.

## Leben
Karl Swiedack war zunächst Kaufmann, dann diente er einige Jahre als Soldat im 2. Artillerieregiment. Schon damals betätigte er sich literarisch und verfasste Artikel für Zeitschriften unter dem Pseudonym Elmar, da ihm dies als Soldat nicht gestattet war. Aufgrund eines redaktionellen Fehlers eines Wiener Magazins wurde eines Tages sein Inkognito gelüftet, da versehentlich sein wahrer Name unter einer humoristischen Skizze über das Leben als Artillerist abgedruckt wurde. Von seinem militärischen Vorgesetzten erhielt er dafür eine Verwarnung, aber gleichzeitig auch den Wink, künftige Beiträge weiter unter seinem Pseudonym zu veröffentlichen. So tat er es dann auch und verfasste seitdem die meisten seiner Werke als Carl Elmar bzw. auch als Karl Elmar.
Nach seiner Militärzeit wandte er sich ab 1840 in Wien der Schauspielerei zu. Bereits 1841 betätigte sich Swiedack als Theaterdichter und konnte gleich mit seinem ersten Stück Die Wette um mein Herz im Theater in der Josefstadt einen Publikumserfolg erlangen. Er verfasste insgesamt rund 120 volkstümliche Bühnenstücke, die zum überwiegenden Teil erfolgreich waren. Swiedacks Vorbild war der Wiener Dramatiker Ferdinand Raimund, dem er auch ein gleichnamiges Bühnenstück widmete. Über sein Theaterschaffen hinaus verfasste Karl Swiedack auch Gedichte, Novellen und Libretti für musikalische Werke. Hierbei ist seine Zusammenarbeit mit dem Wiener Komponisten Franz von Suppè hervorzuheben, der auch zahlreiche Theaterstücke Swiedacks musikalisch umrahmte. Karl Swiedacks letztes Stück war das 1882 uraufgeführte Schön-Wien. Danach zog er sich von der Bühne zurück und wandte sich in seinen letzten Lebensjahren der humoristisch-satirischen Journalistik zu, unter anderem für die Wiener Zeitung Figaro.

## Werke (Auswahl)

### Theaterstücke
| Werksname                                                                               | Genre                                                | Datum Erstaufführung | Ort Erstaufführung                   | Musik                  | Akte | Anmerkung |
| --------------------------------------------------------------------------------------- | ---------------------------------------------------- | -------------------- | ------------------------------------ | ---------------------- | ---- | --- |
| Die Wette um ein Herz, oder Künstlersinn und Frauenliebe                                | Original-Lebensbild                                  | 10.03.1841           | Theater in der Josefstadt in Wien    | Franz von Suppè        | 3    | Swiedack erstes Bühnenwerk. |
| Purzel, oder: Eine Wohlthat ist ihr Lohn                                                | Lebensbild                                           | 29.05.1841           | Theater in der Josefstadt in Wien    | Carl Binder            | 3    | Erstaufführung war evtl. früher |
| Die Nacht am See, oder: das Bild der Mutter [auch: Der Abend am See]                    | ?                                                    | 07.08.1841           | Theater in der Josefstadt in Wien    | Carl Binder            | 3    | Vorstellung zu Ehren des Schauspielers J. C. Wimmer. Erstaufführung war evtl. früher                                                                                                 |
| Der Komödiant, oder Eine Lektion Liebe                                                  | Posse mit Gesang und Tanz                            | 14.12.1841           | Theater in der Josefstadt in Wien    | Franz von Suppè        | ?    | [ 5 ] |
| Das grüne Band                                                                          | Romantisch-komisches Zauberspiel mit Gesang und Tanz | 02.07.1842           | Theater in der Josefstadt in Wien    | Franz von Suppè        | 2    | Verfasst zusammen mit Heinrich von Levitschnigg, Johann Heinrich Mirani, J. G. Seydl, Joh. Rep. Vogel und Franz Xaver Told. Erstaufführung zu Ehren des Schauspielers Nicolaus Hölzl |
| Die Tochter des Geisterreichs                                                           | Feenspiel                                            | ??.10.1843           | Theater in der Josefstadt in Wien    | Carl Binder            | ?    | [ 7 ] |
| Nella, die Zauberin, oder: Der Maskenball auf Hohengiebel                               | Romantisches Gemälde                                 | 11.05.1844           | Theater in der Josefstadt in Wien    | Franz von Suppè        | ?    | In anderen Quellen wird als Erstaufführungsdatum der 11. Mai 1842 genannt. |
| Der Goldteufel, oder: Ein Abenteuer in Amerika                                          | Romantisch-komisches Gemälde mit Gesang              | 24.01.1846           | Theater in der Josefstadt in Wien    | Anton Emil Titl        | 3    | Weitere Aufführungen in 1846 am Theater an der Wien in Graz, Preßburg und Prag |
| Dichter und Bauer                                                                       | Lustspiel, Komödie mit Liedern                       | 24.08.1846           | ?                                    | Franz von Suppè        | 3    | - |
| Liebeszauber, oder: Ein Wunder in den Bergen                                            | Romantisch-komisches Gemälde                         | ??.??.1847           | Theater an der Wien                  | Franz von Suppè        | 3    | - |
| Paperl, oder: Die Weltreise des Wiener Capitalisten [auch: Der unzufriedene Capitalist] | Zauberposse mit Gesang und Tanz                      | 07.10.1848           | Theater an der Wien                  | Adolf Müller senior    | 3    | Bei einer Aufführung am 30. Dezember 1849 in Prag mit dem Titel Paperl, oder: Die Weltreise des Prager Kapitalisten.                                                                 |
| Unter der Erde, oder: Freiheit und Arbeit                                               | Charakterbild mit Gesang                             | 30.08.1848           | Theater an der Wien                  | Franz von Suppè        | 3    | Zusammen mit Eduard Körner |
| Wie die Reactionäre dumm sind!                                                          | Schwank                                              | ??.??.1848           | ?                                    | Franz von Suppè        | 1    | - |
| Hier ein Schmied, da ein Schmied, noch ein Schmied und wieder ein Schmied               | Posse                                                | 30.12.1848           | Theater an der Wien                  | Franz von Suppè        | 3    | Zusammen mit Johann Heinrich Mirani und J. N. Vogel |
| Des Teufels Brautfahrt, oder: Böser Feind und guter Freund                              | Zauberposse                                          | 30.01.1849           | Theater an der Wien                  | Franz von Suppè        | 3    | - |
| Unterthänig und unabhängig, oder: Vor und nach einem Jahre                              | Zeitgemälde, Komödie mit Liedern                     | 13.10.1849           | Theater an der Wien                  | Franz von Suppè        | 3    | - |
| Wald-Lieschen, oder: Die Tochter der Freiheit                                           | Charakterbild mit Gesang                             | ??.??.1850           | ?                                    | Anton Emil Titl        | 3    | Erstaufführung evtl. vor 1850 |
| Die Philisterschule, oder: Alles auf einmal - und nie                                   | Posse                                                | ??.??.1850           | Theater an der Wien                  | Franz von Suppè        | 3    | - |
| Die Liebe zum Volke, oder: Geld - Arbeit - Ehre                                         | Charaktergemälde                                     | 18.03.1850           | Theater an der Wien                  | Franz von Suppè        | 3    | - |
| Das Mädchen von der Spule                                                               | Charakterbild                                        | ??.??.1852           | ?                                    | Adolf Müller senior    | 3    | Datum der Buchausgabe, Erstaufführung wahrscheinlich früher |
| Die Irrfahrt um's Glück                                                                 | Romantisch-komisches Zaubermärchen                   | 24.04.1853           | Theater an der Wien                  | Franz von Suppè        | 3    | - |
| Über den Semmering                                                                      | Zauberspiel                                          | ??.??.1854           | Theater in der Josefstadt in Wien    | Anton M. Storch        | ?    | - |
| Fischer und Seejungfer, oder: Unsterblichkeit durch Liebe                               | Zauberspiel                                          | ??.??.1854           | Theater in der Josefstadt in Wien    | Anton M. Storch        | ?    | - |
| Trommel und Trompete                                                                    | Posse                                                | 01.04.1854           | Theater an der Wien                  | Franz von Suppè        | 3    | - |
| Ferdinand Raimund                                                                       | Künstlerdrama                                        | ??.??.1856           | ?                                    | Adolf Müller senior    | 3    | Hommage an Ferdinand Raimund, Datum der Buchausgabe, Erstaufführung wahrscheinlich früher                                                                                            |
| Die Mozart-Geige, oder: Der Dorfmusikant und sein Kind                                  | Charakterbild                                        | 27.02.1858           | Theater an der Wien                  | Franz von Suppè        | 3    | [ 11 ] |
| Die Firmgodl                                                                            | Volksstück                                           | ??.??.1858           | ?                                    | Franz von Suppè        | 3    | - |
| Die letzte Bastion                                                                      | Zauberposse                                          | ??.??.1858           | Theater in der Josefstadt in Wien    | Eduard Stolz           | ?    | - |
| Die Eisjungfer                                                                          | Posse mit Gesang und Tanz                            | ??.??.1858           | Theater an der Wien                  | Adolf Müller senior    | ?    | - |
| Die Zauberdose, oder: Um zehn Jahre zu spät                                             | Märchenposse                                         | 19.12.1859           | Theater an der Wien                  | Franz von Suppè        | 3    | - |
| Die Kinder von Aspern                                                                   | Volksstück mit Gesang                                | ??.??.1860           | Theater an der Wien                  | ?                      | 3    | Das Stück wurde von Vinzent Pirzel geschrieben, Karl Swiedack verfasste die Gesangstexte                                                                                             |
| Aus der Gewerbswelt, oder: Großes Geschäft, kleines Gewerbe                             | Posse mit Gesang und Tanz                            | ??.??.1860           | ?                                    | Adolf Müller senior    | 3    | Datum der Buchausgabe, Erstaufführung wahrscheinlich früher |
| Ein jüdischer Dienstbote                                                                | Charakterbild mit Gesang                             | ??.??.1861           | Carltheater in Wien                  | Johann Baptist Klerr   | 3    | - |
| Die Wunderkinder aus Californien                                                        | Ausstattungsstück                                    | ??.??.1861           | Wien                                 | Franz von Suppè        | ?    | - |
| Schwert, Zopf, Geld, oder: Ein Bürgergeschlecht in drei Jahrhunderten                   | Zeitgemälde mit Gesang                               | ??.??.1861           | Theater an der Wien                  | ?                      | 3    | Erstaufführung eventuell früher |
| Der Teufelsbanner                                                                       | Märchen                                              | ??.??.1862           | Theater in der Josefstadt in Wien    | ?                      | 3    | Basiert auf der polnischen Volkssage Twardowski, der polnische Faust. Datum der Buchausgabe, Erstaufführung wahrscheinlich früher                                                    |
| S' Narrenweib'l oder Gmunden - Ischl - Hallstatt                                        | Volksstück mit Gesang und Tanz                       | ??.??.1862           | Carltheater in Wien                  | ?                      | 3    | Datum der Buchausgabe, Erstaufführung wahrscheinlich früher |
| Englische Industrie und österreichisches Herz                                           | Charakterbild mit Gesang und Tanz                    | ??.??.1863           | Theater an der Wien                  | ?                      | 3    | Zusammen mit Josef Pfundheller. Datum der Buchausgabe, Erstaufführung wahrscheinlich früher                                                                                          |
| Zum stillen Zecher                                                                      | Posse                                                | ??.??.1863           | Theater in der Josefstadt in Wien    | Julius Hopp            | ?    | - |
| Der Leyrer-Jörg                                                                         | Lebensbild mit Gesang und Tanz                       | ??.??.1863           | ?                                    | ?                      | 3    | Zusammen mit Josef Pfundheller. Datum der Buchausgabe, Erstaufführung wahrscheinlich früher                                                                                          |
| Ein Findelkind                                                                          | Charakterbild mit Gesang                             | ??.??.1864           | Fürst's Singspielhalle in Wien       | Karl Kleiber           | ?    | Als Autorin des vermutlich gleichen Stücks mit dem Namen Ein Wiener Findelkind wird in anderen Quellen auch Therese Megerle genannt.                                                 |
| Die letzte freie Nacht                                                                  | Posse mit Gesang                                     | ??.??.1864           | Carltheater in Wien                  | ?                      | 1    | Datum der Buchausgabe, Erstaufführung wahrscheinlich früher |
| Drei Nächte                                                                             | Zauberposse mit Gesang und Tanz                      | ??.??.1864           | Theater in der Josefstadt in Wien    | Anton M. Storch        | ?    | Datum der Buchausgabe, Erstaufführung wahrscheinlich früher |
| Die Räuberbraut                                                                         | Posse mit Gesang und Tanz                            | ??.??.1865           | ?                                    | Anton M. Storch        | 3    | Datum der Buchausgabe, Erstaufführung wahrscheinlich früher |
| Oesterreicher's Rheinfahrt                                                              | Volksstück mit Gesang und Tanz                       | 21.10.1865           | Theater in der Josefstadt in Wien    | Johann Brandl          | 3    | Mitwirkung des Ballettmeisters Franz Opfermann |
| Unter'm Christbaum                                                                      | Lebensbild mit Gesang                                | ??.??.1866           | ?                                    | ?                      | 1    | Datum der Buchausgabe, Erstaufführung wahrscheinlich früher |
| Die Frau im Geschäft                                                                    | Posse                                                | ??.??.1867           | Carltheater in Wien                  | ?                      | 1    | Datum der Buchausgabe, Erstaufführung wahrscheinlich früher |
| Die Verschwenderin                                                                      | Sittenbild mit Gesang                                | ??.??.1867           | Harmonietheater in Wien              | ?                      | 3    | Datum der Buchausgabe, Erstaufführung wahrscheinlich früher |
| Die Ballkönigin                                                                         | Posse                                                | ??.??.1867           | Harmonietheater in Wien              | ?                      | 1    | Eventuell ist dies nur ein anderer Titel für das Stück Ein Bauernball in Wien? Datum der Buchausgabe, Erstaufführung wahrscheinlich früher                                           |
| Ein Bauernball in Wien                                                                  | Posse mit Gesang                                     | ??.??.1867           | ?                                    | Johann Brandl          | 1    | Datum der Buchausgabe, Erstaufführung wahrscheinlich früher |
| Ein vergessenes Lied                                                                    | Charakterbild                                        | ??.??.1867           | Carltheater in Wien                  | Johann Baptist Klerr   | 1    | Datum der Buchausgabe, Erstaufführung wahrscheinlich früher |
| Der schönste Zopf                                                                       | Komisches Zeitbild mit Gesang                        | ??.??.1867           | Wien                                 | ?                      | 1    | Datum der Buchausgabe, Erstaufführung wahrscheinlich früher |
| Die Jahreszeiten                                                                        | Allegorisches Zaubermärchen                          | ??.??.1868           | Theater in der Josefstadt in Wien    | ?                      | 4    | Datum der Buchausgabe, Erstaufführung eventuell früher |
| Weibliche Gemeinderäthe                                                                 | Posse mit Gesang                                     | ??.??.1870           | Volkstheater im k. k. Prater in Wien | ?                      | 1    | Datum der Buchausgabe, Erstaufführung eventuell früher |
| Ein neues freies Bürgerthum                                                             | Volksstück mit Gesang                                | ??.??.1871           | Theater in der Josefstadt in Wien    | Anton M. Storch        | 3    | Datum der Buchausgabe, Erstaufführung wahrscheinlich früher |
| Die Berghofwirthin                                                                      | Volksstück mit Gesang                                | ??.??.1872           | Theater in der Josefstadt in Wien    | ?                      | 3    | Zusammen mit Friedrich Kaiser. Datum der Buchausgabe, Erstaufführung wahrscheinlich früher                                                                                           |
| Geld für Alles, Alles für Geld                                                          | Lebensbild mit Gesang                                | ??.??.1872           | Theater in der Josefstadt in Wien    | ?                      | 3    | Zusammen mit Friedrich Kaiser. Datum der Buchausgabe, Erstaufführung wahrscheinlich früher                                                                                           |
| Fee Million                                                                             | Allegorisches Zauberspiel mit Gesang und Tanz        | ??.??.1873           | Theater in der Josefstadt in Wien    | ?                      | 3    | Datum der Buchausgabe, Erstaufführung wahrscheinlich früher |
| Leichte und schwere Fuhrleut'                                                           | Lebensbild mit Gesang                                | ??.??.1873           | Volkstheater im k. k. Prater in Wien | ?                      | 3    | Die Anzahl der Akte ist unsicher, denn in diesem Theater waren seinerzeit nur Einakter gestattet. Datum der Buchausgabe, Erstaufführung wahrscheinlich früher                        |
| Die Ramsauer                                                                            | Volksstück mit Gesang                                | ??.??.1874           | Theater in der Josefstadt in Wien    | ?                      | ?    | Nach einer Erzählung von Herrmann Schmidt, bearbeitet von Swiedack. Datum der Buchausgabe, Erstaufführung wahrscheinlich früher                                                      |
| Der goldene Drache                                                                      | Vorspiel                                             | ??.??.1874           | Theater in der Josefstadt in Wien    | Karl Kleiber (?)       | ?    | - |
| Die Tochter des Gottlosen                                                               | Volksstück mit Gesang                                | 21.11.1874           | Theater in der Josefstadt in Wien    | Karl Kleiber           | 5    | [ 36 ] |
| Die Teufelsweiber                                                                       | Volksstück mit Gesang und Tanz                       | ??.??.1875           | Theater in der Josefstadt in Wien    | ?                      | ?    | Datum der Buchausgabe, Erstaufführung wahrscheinlich früher |
| Freut euch des Lebens                                                                   | Volksstück mit Gesang                                | ??.??.1875           | Theater in der Josefstadt in Wien    | Karl Kleiber           | ?    | Mit einem Vorspiel Die Selbstmörder, vermutlich auch von Karl Swiedack. Datum der Buchausgabe, Erstaufführung wahrscheinlich früher                                                  |
| Die Waise und ihre Ritter                                                               | Volksstück mit Gesang und Tanz                       | ??.??.1877           | Theater in der Josefstadt in Wien    | Karl Kleiber           | 3    | Datum der Buchausgabe, Erstaufführung wahrscheinlich früher |
| Der Teufel im Kloster!                                                                  | Posse mit Gesang                                     | ??.??.1877           | Theater in der Josefstadt in Wien    | ?                      | ?    | Datum der Buchausgabe, Erstaufführung wahrscheinlich früher |
| Die Strassentänzerin                                                                    | Lebensbild mit Gesang                                | ??.??.1877           | Volkstheater im k. k. Prater in Wien | ?                      | 1    | Datum der Buchausgabe, Erstaufführung wahrscheinlich früher |
| Geld vom Himmel!                                                                        | Ländliches Volksstück                                | ??.??.1877           | Volkstheater im k. k. Prater in Wien | ?                      | 1    | Datum der Buchausgabe, Erstaufführung wahrscheinlich früher |
| Nothheuchler und Nothhelfer                                                             | Volksstück mit Gesang                                | ??.??.1877           | Volkstheater im k. k. Prater in Wien | ?                      | 1    | Datum der Buchausgabe, Erstaufführung wahrscheinlich früher |
| Die Hausirerin                                                                          | Volksstück mit Gesang                                | ??.??.1877           | Volkstheater im k. k. Prater in Wien | ?                      | 1    | Datum der Buchausgabe, Erstaufführung wahrscheinlich früher |
| Die Schwestern von Linz                                                                 | Posse mit Gesang                                     | ??.??.1878           | Volkstheater im k. k. Prater in Wien | ?                      | 5    | Die Anzahl der Akte ist unsicher, denn in diesem Theater waren seinerzeit nur Einakter gestattet. Datum der Buchausgabe, Erstaufführung wahrscheinlich früher                        |
| Die gefoppten Wahlkandidaten                                                            | Posse mit Gesang                                     | ??.??.1878           | Volkstheater im k. k. Prater in Wien | ?                      | 1    | Datum der Buchausgabe, Erstaufführung wahrscheinlich früher |
| Die Heimkehr des Reservisten                                                            | Zeitbild mit Gesang                                  | ??.??.1878           | Volkstheater im k. k. Prater in Wien | ?                      | 1    | Datum der Buchausgabe, Erstaufführung wahrscheinlich früher |
| Einer von Plevna                                                                        | Zeitbild mit Gesang                                  | ??.??.1878           | Volkstheater im k. k. Prater in Wien | ?                      | 1    | Datum der Buchausgabe, Erstaufführung wahrscheinlich früher |
| Die steinerne Jungfrau                                                                  | Volksstück mit Gesang und Tanz                       | ??.??.1878           | Theater in der Josefstadt in Wien    | ?                      | ?    | Datum der Buchausgabe, Erstaufführung wahrscheinlich früher |
| Die letzte Fee im Orient                                                                | Zeitgemälde mit Gesang und Tanz                      | ??.??.1879           | Theater in der Josefstadt in Wien    | ?                      | ?    | Datum der Buchausgabe, Erstaufführung wahrscheinlich früher |
| Die verschneite Ballgesellschaft                                                        | Posse mit Gesang                                     | ??.??.1880           | Theater in der Josefstadt in Wien    | ?                      | 1    | Datum der Buchausgabe, Erstaufführung wahrscheinlich früher |
| Kaiser Joseph im Volke                                                                  | Volksstück mit Gesang und Tanz                       | ??.??.1882           | Theater in der Josefstadt in Wien    | Ernst Reiterer         | 3    | - |
| Pater Lorenz                                                                            | Lebensbild mit Gesang und Tanz                       | 16.03.1882           | Theater in der Josefstadt in Wien    | Ludwig Gothov-Grünecke | ?    | - |
| Schön-Wien                                                                              | Volksstück mit Gesang                                | ??.??.1882           | Theater in der Josefstadt in Wien    | Louis Roth             | ?    | Swiedack letztes Bühnenwerk |
| Die Volks-Gräfin [auch: Die rothe Volks-Gräfin]´                                        | Volksstück mit Gesang                                | ??.??.1884           | Theater in der Josefstadt in Wien    | ?                      | 5    | [ 55 ] |
| Der letzte freie Tag                                                                    | Genrebild mit Gesang                                 | ??.??.1884           | Volkstheater im k. k. Prater in Wien | ?                      | 1    | Datum der Buchausgabe, Erstaufführung wahrscheinlich früher |
| Friede soll es sein auf Erden!                                                          | Lebensbild                                           | ??.??.18??           | ?                                    | ?                      | 2    | - |
| Der Dickschädel                                                                         | Posse                                                | ??.??.18??           | ?                                    | ?                      | ?    | - |
| Der Dank des Sträfling                                                                  | Lebensbild                                           | ??.??.18??           | ?                                    | ?                      | ?    | - |

### Libretti für Musikwerke
| Werksname                                          | Genre                           | Datum Erstaufführung | Ort Erstaufführung                            | Musik               | Anmerkung |
| -------------------------------------------------- | ------------------------------- | -------------------- | --------------------------------------------- | ------------------- | --- |
| Das Mädchen vom Lande                              | Oper                            | 07.08.1847           | ?                                             | Franz von Suppè     | Adaptiert von Swiedack                                                                                             |
| Dame Valentin, oder Frauenräuber und Wanderbursche | Romantisch-komisches Singspiel  | ??.??.1851           | Wien                                          | Franz von Suppè     | - |
| Napoleon                                           | Sinfoniekantate mit Deklamation | 10.03.1853           | ?                                             | Carl Haslinger      | Datum des Manuskripts, Erstaufführung wahrscheinlich früher. Basiert auf einem gleichnamigen Gedicht von Swiedack. |
| Ein Deutschmeister                                 | Operette                        | ??.??.1863           | Wien                                          | Julius Hopp         | - |
| Die Jodlerinnen                                    | Oper                            | 29.05.1864           | Theater in der Josefstadt in Wien             | Karl Kleiber        | Datum der Buchausgabe, Erstaufführung wahrscheinlich früher                                                        |
| Orpheus im Dorfe                                   | Komische Operette               | 27.06.1867           | Varietétheater im Park Zur Neuen Welt in Wien | Karl Ferdinand Kohn | Ein Akt. |

### Erzählungen, Novellen etc.
- Der wilde Graf
- Die Braut aus dem Kloster, Novelle[63]
- Der heitere Gast in Haus und Gesellschaft, 1871[64]
- Der verlumpte Baron, Erzählung, 1879

### Lieder
- Die Flucht des Schwarzen, Ballade, vertont von Franz von Suppè[65]
- Der Mensch soll nicht stolz sein auf Glück und auf Geld, 1855, aus dem Charakterbild Unter der Erde[66]
- Ein Acker Gottes ist die Welt, und hoch vom Sternenhaus, Lied[66]
- Der ewige Sänger, 1866, Lied, vertont von Anton M. Storch[67]
- Ackerlied, 1880er Jahre, Lied, vertont von Alexander Krakauer[68]

### Gedichte
- Dein Lebewohl!, 1841[69]
- Prolog, März 1848, Lobgedicht auf Kaiser Ferdinand I. wegen der Aufhebung der Zensur anlässlich der Wiedereröffnung des Theaters an der Wien[70]
- Ein Gottesgericht, Ballade, 6. Juli 1848, Vortrag durch Amalie Weißbach im Theater an der Wien zur Feier der Wahl von Johann von Österreich zum Reichsverweser durch die Frankfurter Nationalversammlung[71]
- Napoleon, Gedicht, vor 1853, wurde später von Carl Haslinger musikalisch als Sinfoniekantate umgesetzt (siehe auch unter Libretti)[59]
- A talket's Deandl, Gedicht, 1866, später vertont von Franz von Suppè[67]
- Der Volksmuse Erinnerungen, Prolog, 1881, gesprochen von Frau Josefine Gallmeyer im Carltheater in Wien anlässlich einer Jubiläumsfeier[72]